# Manuel Chrysoloras
Manuel Chrysoloras (grekiska:Μανουὴλ Χρυσολωρᾶς), född omkring 1350 och död 1415, var en bysantinsk diplomat och lärd.
Chrysoloras sändes av kejsaren Manuel II Palaiologos i diplomatiskt uppdrag till Italien. Kallad till Florens att undervisa i grekiska, samlade han omkring sig en mängd lärjungar, som senare blev berömda humanister. Som anhängare av kyrkounionen följde han påven Johannes XIII till mötet i Konstanz, där han dog. Chrysoloras är grundläggaren av grekiskans studium i Västerlandet, genom att vara den förste italienska läraren i grekiska på 700 år. Hans Erotemata är medeltidens första lärobok i grekisk grammatik.